# Jamil Hassan
Jamil Hassan (nacido en febrero de 1952) fue el jefe del Departamento de Inteligencia de la Fuerza Aérea Siria desde 2009 hasta julio de 2019. Es asesor cercano del presidente sirio Bashar al-Assad y es miembro de su círculo cercano. Jamil estuvo muy involucrado en la represión del levantamiento de 2011, especialmente en los suburbios de Damasco y Daraa. Hassan fue sancionado por la Unión Europea el 9 de mayo de 2011. El 29 de junio de 2011, Estados Unidos también lo sancionó debido a su participación en abusos contra los derechos humanos en Siria. En junio de 2018, la revista de noticias alemana Der Spiegel informó que el fiscal federal jefe de Alemania emitió una orden de arresto internacional contra Hassan por cargos de crímenes contra la humanidad. La justicia francesa también ha emitido sendas órdenes de arresto contra Jamil Hassan y dos altos cargos del régimen sirio.
En julio de 2019, al-Hassan Jamil fue reemplazado por su adjunto, Ghassan Ismail, jefe de los servicios de inteligencia de la Fuerza Aérea.